# Артемій (Радосавлевич)
Арте́мій Радосавле́вич (в миру Марко Радосавлевич, серб. Марко Радосављевіћ; народ. 15 січня 1935 Лєліч, Колубарський округ, Сербія — 21 листопада 2020) — позбавлений сану єпископ Сербської православної церкви, колишній єпископ Расько-Прізренський (1991–2010), патролог, фахівець з Максима Сповідника.

## Біографія
Народився 15 січня 1935 року в Лєлічі, поблизу Валева, в родині Веселина і Косани. Ще школярем виявляв інтерес до народної літератури. Вчив напам'ять і багато сторінок зі Святого Письма, і численні богослужбові піснеспіви, і інші священні тексти. Під час Другої світової війни зі зразковими успіхами завершив початкову школу в рідному Лєлічі.
На його життєве визначення найбільше вплинули образи і враження, отримані в ранньому дитинстві з богослужінь і церковних свят, на які він ходив разом з батьками.
Успішно закінчивши Нижчу гімназію у місті Валево, Марко, за бажанням батьків і з благословення архімандрита Іустина Поповича був відправлений до Православної семінарії Святого Савви в Белграді.
У 1960 році вступив на Православний богословський факультет Белградського університету. 20 листопада того ж року в монастирі Челіє архімандритом Іустином Поповичем був пострижений у чернецтво з ім'ям Артемій в честь великомученика Артемія. (За іншими даними прийняв чернецтво 23 червня 1959 роки в ніч пам'яті преподобного Петра Коріського, чиї мощі зберігалися колись в Чорноріцькій обителі, можливо це дата його постригу в рясофор.
У 1964 році після закінчення богословського факультету висвячений в сан ієродиякона єпископом Шабацько-Валевським Іоанном Велимировичем і за рішенням Святійшого Архієрейського Синоду СПЦ спрямований в Монастир Крка викладачем Семінарії Трьох Святителів.
На Михайлів день 1964 року в Монастирі Крка єпископом Далматинським Стефаном Боцеєм був висвячений в сан ієромонаха.
У 1968 році він їде для проходження аспірантури спочатку в Париж, а потім вступає на богословський факультет Афінського університету, який закінчив, захистивши докторську дисертацію на тему грец. «Τὸ Μυστήριον τῆς Σωτηρίας κατὰ τὸν Ἅγιον Μάξιμον τὸν Ὁμολογητήν» («Таємниця спасіння по святому Максиму Сповіднику»).
Після повернення з Греції в 1977 році він був призначений професором Семінарії святих Кирила і Мефодія в Прізрені.
У червні 1978 року залишає викладання в Прізренській семінарії і відправляється в Свято-Архангельську обитель преподобного Іоанникія Девіцького на Чорній Ріці, де знаходяться святі і нетлінні мощі преподобного Петра Коріського. Багато потрудився для відновлення занедбаних монастирів із руїн. На віслку перевозив по гірській стежці будівельні матеріали. Ієромонаху Артемію вдавалося одному виконувати деякі роботи, що вимагають і більше рук і більше будівельного вміння. При цьому він ніколи не полишав і не скорочував чернече правило.

## Єпископське служіння
У травні 1991 року Священним Архієрейським Собором Сербської православної церкви обраний єпископом Расько-Прізренським і Косовсько-Метохійським.
23 червня 1991 року в Пецькому Патріаршому монастирі відбулася його єпископська хіротонія.
13 лютого 2010 Священний Синод Сербської православної церкви ухвалив рішення приступити до процедури визначення канонічної відповідальності єпископа Артемія за фінансову ситуацію в Расько-Прізренській єпархії і звільнити його від управління єпархією до завершення цієї процедури.
4 травня 2010 Архієрейський Собор Сербської православної церкви більшістю голосів відправив єпископа Артемія на спокій.
Як повідомляє сербська газета «Політика» рішення про відправлення Артемія на спокій далося Архієрейському Собору з великими труднощами. Серед його учасників були як прихильники різких рішень щодо владики, так і ієрархи, які дотримуються думки, що Святий Синод не мав повноважень для відсторонення єпископа від управління кафедрою.
У листопаді 2010 року здійснив невдалу спробу захоплення влади в Расько-Прізренській єпархії, що носила характер свідомо приреченої на провал авантюри, за що 19 листопада на Архієрейському соборі Сербської православної церкви позбавлений сану і повернений в чин ченців.
Багато разів заявляв, що рішення позбавити його єпископського сану оцінює як неканонічне і яке не має ваги, також як і попередні рішення церковної влади, прийняті у його справі, а свою Расько-Прізренську єпархію розглядає як неканонічно узурповану.
16 лютого 2011 року Синод Сербської Церкви направив повідомлення про позбавлення сану сербського ієрарха главам Помісних Православних Церков, а 14 квітня ухвалив рішення опублікувати отримані відповіді від Предстоятелів Помісних Церков.
У зв'язку з ймовірністю його відлучення від Церкви в травні 2011 року заявив, що не визнає цього рішення.
У червні 2011 року отримав пропозицію приєднатися до грецького «хризостомівського» старостильного синоду і очолити належать цій юрисдикції парафії в Сербії.
Прихильники єпископа Артемія досить швидко поширилися по всій території Сербії, і його юрисдикція стала найбільшою і найбільш впливовою юрисдикцією неканонічного православ'я на території країни. До середини 2013 року діяло декілька храмів (в Люляціме, Аріле), в 15 місцях в Сербії, а також в декількох парафіях в Косові, проводяться регулярні богослужіння; всього під юрисдикцією єпископа Артемія знаходиться більше трьох десятків священиків.
28 травня 2015 року Архієрейський Собор Сербської патріархату пред'явив ченцеві Артемію ультиматум про покаяння і повернення в лоно канонічної церкви, пригрозивши в іншому випадку посилити канонічні заборони.